# Jacques Duchemin des Cepeaux
 (octobre 2018).
Pour les articles homonymes, voir Duchemin.
Jacques Duchemin des Cepeaux, né le 27 mai 1784 et mort le 14 mai 1858 à Laval, est un journaliste et historien royaliste de la Chouannerie française.

## Biographie

### Révolution française
Né en 1784, Jacques Duchemin des Cepeaux passa toute son enfance à Laval en partageant toutes les alarmes de sa famille pendant la Révolution française.
Son père chouan était détenu comme suspect et l'enfant fut chargé, après qu'on lui eut soigneusement appris sa leçon, d'aller faire connaître aux prisonniers la levée d'armes de Jambe d'Argent et la victoire qu'il avait remportée lors de la Bataille de la Châtaigneraie de la Bodinière, au mois d'avril 1794. Il garda toujours une vive impression des événements de la Révolution française à Laval ; la mort de Louis XVI avait consterné sa famille et frappé vivement sa jeune imagination.

### Fonctionnaire
Il fit des études sommaires à Saint-Germain-en-Laye, dans le pensionnat de Mestro, 1799-1804. Son mariage en 1813 avec Julie Roche, veuve de Charles Frin-Cormeré, mère de deux enfants, ne le rendit pas heureux. Il n'était pas guerrier et accepta avec empressement la place de secrétaire général de l'administration des postes au royaume de Prusse que lui offrit son ami Henri Campan, auditeur au Conseil d'État. Cette mission dura du 28 mars au 8 novembre 1807. Le jeune fonctionnaire a laissé une relation inédite, écrite avec l'enjouement de la jeunesse qui n'exclut par les réflexions sérieuses, de son voyage en Allemagne. Il tente ensuite l'étude de l'allemand, essaie une traduction des Souffrances du jeune Werther, et commence un roman resté inachevé : Mémoires d'un prisonnier. Il donne çà et là quelques lettres, deux ou trois pièces de vers, et raconte un voyage à la Trappe de Melleray.

### Souvenirs de la Chouannerie
Vers 1820, il se mit à recueillir, auprès des témoins survivants, les souvenirs de la chouannerie. Le manque de formation littéraire lui rendait très pénible le travail de la composition, et l'application soutenue lui était impossible. Il se mit néanmoins à l'œuvre. Les mémoires écrits et les sources officielles lui manquaient. Les renseignements des hommes instruits furent insignifiants. Seuls les paysans, acteurs de la lutte, lui fournirent les éléments de son livre. Toutefois, ces récits diffus, sans suite, sans précision, exagérés, ne constituaient pas de données nettes ; ce ne fut qu'en les confrontant et éliminant beaucoup qu'il parvint à les assembler correctement. Je crois y être arrivé[réf. nécessaire], dit-il avec satisfaction à la fin de son enquête.
Certains députés, surtout de Bailly et Léon Leclerc, lui obtinrent la promesse que le roi accepterait la dédicace de son ouvrage et que l'Imprimerie Royale s'en chargerait. Mais là, on voulut imposer des censeurs, des correcteurs, ce qui révolta sa susceptibilité. Installé dans une chambre d'hôtel à Paris pour rédiger et imprimer à la fois, il faillit succomber à la peine. À la 100e page, il resta malade et ne put aller qu'à la fin du premier volume sans se reposer tout à fait. Il obtint alors de présenter ce commencement de son ouvrage au roi, le 7 septembre[Quand ?], à Saint-Cloud.
Écrivant pour lui-même et ses enfants, en 1835, après que la chute de Charles X eut justifié les critiques des légitimistes qui l'accusaient d'avoir méconnu ses vrais amis et les intérêts de sa propre cause[réf. nécessaire], l'auteur ne se défend pas du malin plaisir de donner un tour comique au récit de cet événement. Les scènes du jeune secrétaire du roi qui reçoit son projet de dédicace en mangeant des petits pâtés, celles du dauphin battant du tambour sur sa botte, et de la dame de la dauphine qui ne peut faire son message, sont d'un caricaturiste. Du reste, Des Cépeaux ne manque pas non plus de conter ses mésaventures et de confesser sa petite vanité d'auteur.

### Publications
Il annonça sa prochaine publication dans Les Affiches du 16 juillet 1825, sous le titre de Lettres de la Chouannerie. « Un accident imprévu et des circonstances indépendantes de la volonté de l'auteur » (cf. Affiches du 27 août 1825) firent retarder l'apparition du premier volume jusqu'au 5 septembre. La souscription ouverte à la Préfecture et dans les sous-préfectures avait réuni 82 adhérents, 175 au mois de septembre, parmi lesquels le Dauphin, les ducs de Berry, de Bourbon, les ministres, l'évêque du Mans, etc.
Le second volume ne donna pas lieu en janvier 1827 à une nouvelle présentation au roi, mais la dauphine fit savoir à l'auteur qu'elle avait lu deux fois de suite son premier ouvrage, et la duchesse de Berry lui fit demander par trois fois la suite de l'ouvrage. Joseph Tresvaux du Fraval obtint, pour son ami, la croix de la Légion d'honneur, mais Joseph de Villèle ne voulut l'accorder que pour services rendus à la monarchie et non à l'écrivain des Lettres sur la Chouannerie. Pierre-Sébastien Laurentie et Félicité Robert de Lamennais furent les seuls à rendre compte sérieusement de son livre.
Le 20 janvier 1829, l'auteur annonce que le produit de la souscription sera distribué aux chouans pauvres et infirmes. Une contrefaçon fut publiée en Belgique. L'ouvrage fut tiré à 2 000 exemplaires ; il en restait 500 en 1835. L'auteur avait recueilli beaucoup de nouveaux détails, en avait publié le plus intéressants dans la Revue de Paris, le Rénovateur, etc., sous les titres : La Dame de la Vendée, Un chef de canton, Le Soldat chouan, Une exécution militaire chez les Chouans.
Il préparait une seconde édition plus condensée, qui ne parut qu'au mois de janvier 1853, en un seul volume intitulé Souvenirs de la Chouannerie. Les Lettres ont été réimprimées par A. Goupil en 1896.

### Critiques
Pour Léon de La Sicotière : « Son livre est écrit avec une passion généreuse. Je dis passion, parce que c'est le mot que j'ai entendu employer pour le juger par des compatriotes de Duchemin, qui ne partageaient pas toutes ses opinions, mais qui ne pouvaient s'empêcher de rendre hommage à l'ardeur et à la loyauté de ses convictions, à la sincérité de ses récits. Ils lui reprochaient tout au plus, non pas d'avoir défiguré les faits ni les personnages, mais de les avoir quelque peu grossis et idéalisés. »
L'abbé Paulouin, qui publie peu après lui, fait grief à son prédécesseur de ne pas avoir interrogé l'ensemble des Chouans survivants, dans le but selon lui de faire passer au premier plan la chouannerie du Bas-Maine aux dépens des autres provinces (Paulouin ne se montre néanmoins pas plus impartial sur ce point). Lors d'une critique des vers consacrés à Jean Chouan dans La Légende des siècles de Victor Hugo, Léon de La Sicotière parle des exagérations reprochées à Duchemin, mais reconnaît également la précision des éléments recueillis, malgré les défauts de leur présentation par l'auteur. Dans sa recension de l'ouvrage de Victor Duchemin sur le sujet en 1889, Germain Lefèvre-Pontalis estime lui aussi que ce que l'on sait alors de Cottereau tient plus de la fable ou de la légende, le récit de Duchemin des Cepeaux ayant été maintes fois repris (sans toujours être crédité) par de nombreux historiens.

### Journaliste
En 1827, M. des Cepeaux publia chez Feille-Grandpré à Laval : Relation du passage par Laval de S. A. Madame la Dauphine, le 16 septembre 1827. En 1825, il avait été nommé adjoint au maire de Laval. Il entra enfin dans le journalisme parisien : rédacteur en chef et copropriétaire de la Quotidienne, 1829, rédacteur en chef du Courrier de l'Europe, janvier 1832, avec Laurentie pour collaborateur et qui resta son ami. Il fut aussi rédacteur du Rénovateur.

### Retour à Laval
Il voyagea toujours beaucoup. En 1833, il rentra à Laval, et dans sa propriété du Tertre à Nuillé-sur-Vicoin. À Laval, il devient membre de la société d'archéologie en 1839, vice-président de la Société d'horticulture en 1846, président honoraire des Sociétés de l'industrie et d'horticulture de la Mayenne et membre de la Commission de la bibliothèque en 1854.
En 1839, commencent ses Mémoires qu'il conduisit jusqu'en 1855. C'est un journal très personnel où les événements n'ont presque pas de place. Des Cépeaux note chaque jour ses occupations, les visites faites ou reçues, l'état de sa santé pour s'en plaindre, ses voyages, ses jouissances littéraires ou artistiques. Il décrit les monuments de Paris, les musées, rend compte des pièces de théâtre ou des soirées musicales qu'il fréquente. Il se fait aussi le censeur de la société lavalloise. Quelques allusions seulement à ses travaux littéraires.
Une fugue (qu'il appelle une escapade de jeune homme) le retient presque deux ans à Paris (1852-janvier 1854). Il s'y occupe à mettre la dernière main à ses Souvenirs sur la Chouannerie, 1er juin 1852.
C'est encore à Paris qu'il écrit le 12 janvier 1854 : « J'ai fait marché avec Godbert pour imprimer un petit volume que j'intitule : Récits du pays du bocage. Il se compose d'une introduction à laquelle je travaille, de morceaux écrits à diverses époques et insérés dans les journaux et enfin de mon Séminariste si souvent retouché, abandonné et repris ». Au mois de septembre 1854, l'ouvrage est publié.
En politique, il n'était pas pour les légitimistes ultra. Il écrivait de l'L'Indépendant de Charles Müller : « Je désavoue tout à fait la marche et le ton de ce journal ».
Sa vie qui n'avait pas été sans labeur, lui laissait pourtant une impression de vide. Il s'accusait de paresse, et exprimait son regret de ne s'être pas donné à des travaux sérieux. Mort en mai 1858, ses obsèques eurent lieu à Laval le 15 mai 1858.
Son petit-fils M. de Courtilloles d'Angleville a communiqué à l'abbé Angot les manuscrits laissés par l'auteur des Lettres sur la Chouannerie. Il a publié lui-même les pages qui se rapportent à la composition de son ouvrage et à la présentation du premier volume au roi.
Ambroisine-Anne-Antoinette Duchemin des Cepeaux, fille de M. des Cepeaux, vicomtesse de Preaulx, épouse de Charles Antoine de Preaulx, et qui avait servi de secrétaire, tout enfant, à son père quand il recueillait le témoignage des survivants de la Chouannerie, est morte à Laval, âgé de 88 ans, le 27 février 1902.

## Famille

### Ascendance
Il est le fils d'Ambroise Duchemin de La Maisonneuve (1759-1804), membre de la société du Jardin Berset, et d’Anne Foucault de La Morinière. 

### Descendance
- Charles Frin de Corméré (1778-1811)  ∞  Antoinette Julie Roche (fille du banquier Pierre Roche) (qui se remarie avec Jacques Duchemin Descépeaux)
  - Charles Frin de Corméré[17], déclaré absent par jugement civil en 1864
    - Charles Auguste Frin de Corméré[18] (1838-1872)

  - Jeanne Pierrette Caroline Frin de Corméré (1804-?)  ∞ Jean-Baptiste Martin
- Jacques Duchemin Descépeaux  ∞  Antoinette Julie Roche
  - Ambroisine Duchemin des Cepeaux  ∞  Charles-Antoine de Preaulx, vicomte de Preaulx
    - Charles-Marie, comte de Preaulx,  ∞  Berthe de Guéhéneuc de Boishüe (dont postérité)
    - Antoinette de Preaulx  ∞  René de Courtilloles d'Angleville (dont postérité)
    - Joseph de Preaulx, mort au combat en Algérie à 26 ans, sans alliance.

  - Henriette Charlotte Duchemin des Cepeaux  ∞  Jean-Baptiste Turpin de La Tréhardière (dont postérité)
    - Caroline Turpin de La Tréhardière  ∞  avec son cousin Léonce Turpin de La Tréhardière (dont postérité)
    - Antoinette Henriette Turpin de La Tréhardière  ∞ à Edouard de Passillé (dont postérité)

  - Ambroise Jacques Duchemin des Cepeaux,  ∞  Amandine Anne Louise Le Motheux du Plessis (puis à Marie Le Motheux du Plessis), dont
    - Jeanne-Charlotte Duchemin des Cepeaux  ∞  comte Léon-Marie du Breil de Pontbriand (chevalier de l'ordre équestre du Saint-Sépulcre de Jérusalem) (dont postérité)
    - Ambroisine-Marie Duchemin des Cepeaux  ∞   comte Yves de Poulpiquet de Brescanvel (dont postérité)
    - Ambroise Duchemin des Cepeaux  ∞  Jeanne Avril de Pignerolle (dont postérité)
    - Marie-Louise Duchemin des Cepeaux

  - René Louis Duchemin des Cepeaux[19], marié à Marie-Hortense de Bergevin, sans postérité, chevalier de la Légion d'honneur le 22 août 1871.

## Armoiries

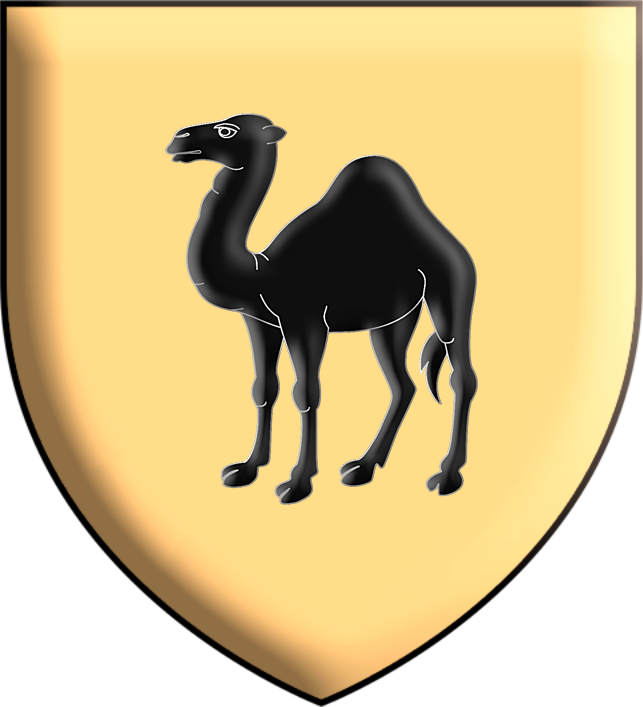
Armoiries de Jacques Duchemin des Cepeaux.

Les armoiries de la famille Duchemin des Cepeaux sont : 
d'or au dromadaire passant de sable (le symbole du dromadaire dans un blason signifiant souvent un voyage en Orient voire en Terre Sainte). Les nombreuses branches de cette famille portèrent de légères variantes de ces armes (voir aussi l'Armorial Général de France de 1696).

## Œuvres
- Lettres de la Chouannerie, 1825-1827, Paris, Imprimerie Royale, 2 vol. in-8° ;
- Souvenirs de la Chouannerie, H. Godbert, imprimeur-libraire-éditeur, 25 rue de la Trinité, Laval, et Librairie E. Dentu, Palais-Royal, 13 galerie vitrée, Paris, 1855 ; Première édition : J. Feillé-Grandpré, Laval, 1852.
- Récits du pays du bocage, 1855.